# 十一角形

正十一角形

十一角形（じゅういちかくけい、じゅういちかっけい、hendecagon）は、多角形の一つで、11本の辺と11個の頂点を持つ図形である。内角の和は1620°、対角線の本数は44本である。

## 正十一角形
正十一角形においては、中心角と外角は32.72…°で、内角は147.27…°となる（下線部は循環節）。一辺の長さが a の正十一角形の面積 S は
{\displaystyle S={\frac {11}{4}}a^{2}\cot {\frac {\pi }{11}}\simeq 9.36564\,a^{2}}
となる。
{\displaystyle \cos(2\pi /11)}の値は冪根を用いて以下となる。
{\displaystyle {\begin{aligned}\cos {\frac {2\pi }{11}}=&-{\frac {1}{10}}\\&+{\frac {-1+{\sqrt {5}}+i{\sqrt {10+2{\sqrt {5}}}}}{40}}\left\lbrace {\sqrt[{5}]{-{\frac {11}{4}}\left\lbrace 89+25{\sqrt {5}}+\left(45{\sqrt {5-2{\sqrt {5}}}}-5{\sqrt {5+2{\sqrt {5}}}}\right)i\right\rbrace }}+{\sqrt[{5}]{-{\frac {11}{4}}\left\lbrace 89-25{\sqrt {5}}+\left(5{\sqrt {5-2{\sqrt {5}}}}+45{\sqrt {5+2{\sqrt {5}}}}\right)i\right\rbrace }}\right\rbrace \\&+{\frac {-1+{\sqrt {5}}-i{\sqrt {10+2{\sqrt {5}}}}}{40}}\left\lbrace {\sqrt[{5}]{-{\frac {11}{4}}\left\lbrace 89+25{\sqrt {5}}-\left(45{\sqrt {5-2{\sqrt {5}}}}-5{\sqrt {5+2{\sqrt {5}}}}\right)i\right\rbrace }}+{\sqrt[{5}]{-{\frac {11}{4}}\left\lbrace 89-25{\sqrt {5}}-\left(5{\sqrt {5-2{\sqrt {5}}}}+45{\sqrt {5+2{\sqrt {5}}}}\right)i\right\rbrace }}\right\rbrace \\=&0.841253\dots \end{aligned}}}
正十一角形はコンパスと定規だけではもちろん、目盛り付き定規を用いても作図が不可能な図形である。折り紙による作図も不可能である。

## 正十一角形の作図
正十一角形はネウシス作図や折り紙の多重折りであれば作図可能となり、当然、面積が最大の正十一角形は折れる。

## 正十一角形を用いたもの
2023年現在流通しているカナダ1ドル硬貨は正十一角形をデザインの中に含む（→w:Loonie）。
アメリカ合衆国にも正十一角形をデザインの中に含む1ドル硬貨があった（→w:Susan B. Anthony dollar）。

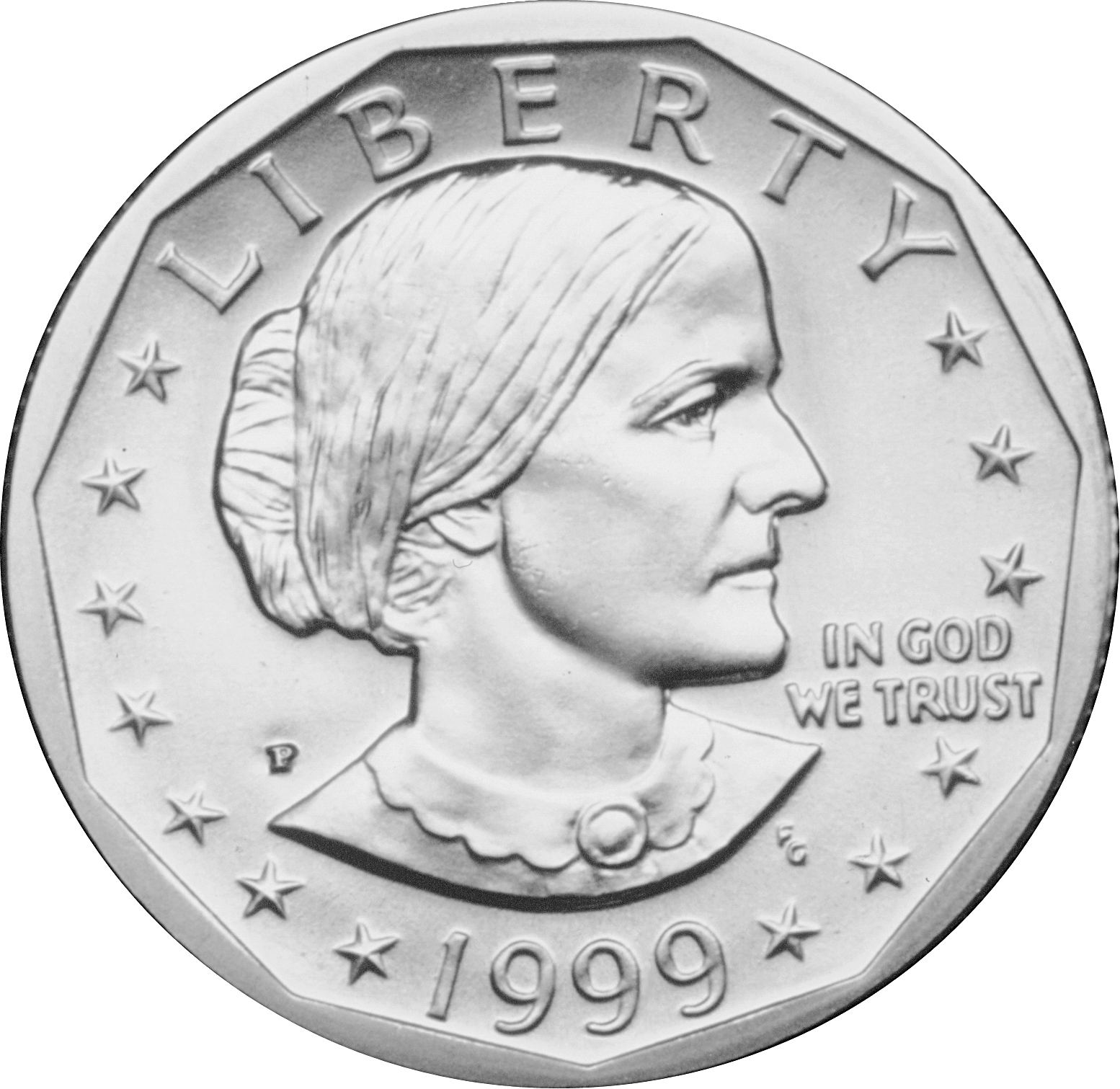
スーザン・B・アンソニー1＄硬貨